# Bartholomäuskirche (Nassau)

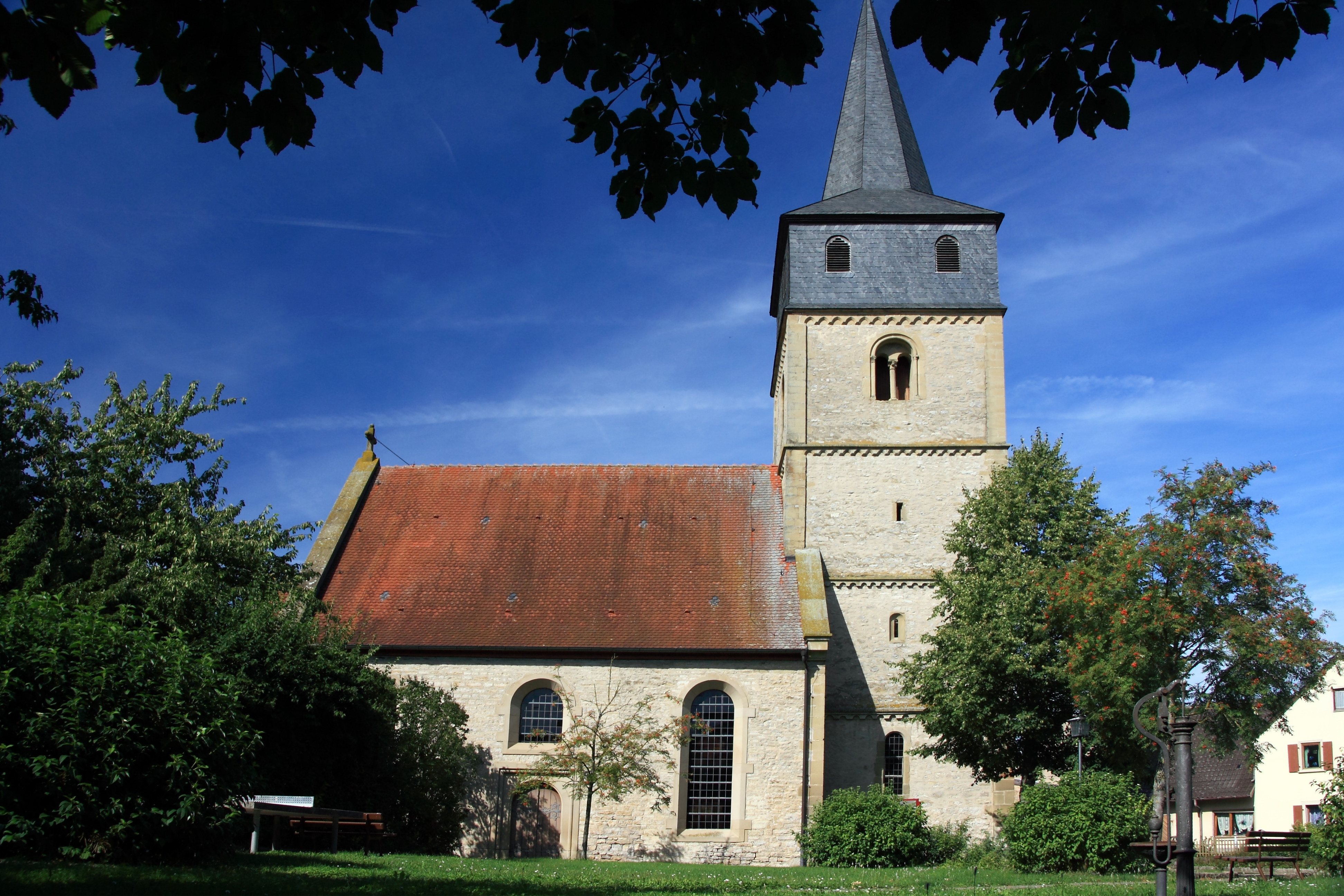
Bartholomäuskirche in Nassau

Die Bartholomäuskirche steht in Nassau, einem Stadtteil von Weikersheim im Main-Tauber-Kreis in Baden-Württemberg. Das Bauwerk ist beim Landesamt für Denkmalpflege Baden-Württemberg als Baudenkmal eingetragen. Die Kirchengemeinde gehört zum Kirchenbezirk Weikersheim der Evangelischen Landeskirche in Württemberg. Namensgeber der Kirche ist der Apostel Bartholomäus.

## Beschreibung
Die spätromanische Saalkirche aus unverputztem Natursteinmauerwerk besteht aus einem Langhaus und dem viergeschossigen Chorturm im Osten. Dieser erhielt 1849 das mit Schiefer bekleidete Obergeschoss, das den Glockenstuhl enthält und mit einem achtseitigen Knickhelm bedeckt ist. 
Das Kreuzrippengewölbe im Innenraum des Chors ist mit einer Ausmalung versehen.